# Den sorte Djævel
Den sorte Djævel er en amerikansk stumfilm fra 1917 af Frank Reicher.

## Medvirkende
- Lou Tellegen
- Nell Shipman som Dona Isabel
- Henry Hebert som Don Phillip
- James Neill som Ramirez
- Paul Weigel som Luis